# مونتالسينو
مونتالسينو، هي بلدة تل في مقاطعة سيينا، توسكانا، وسط ايطاليا. تقع المدينة إلى الغرب من بينزا، بالقرب من كريت سينيسي في فال دورسيا. وهي 42 كيلومتر (26 ميل) من سيينا، 110 كيلومتر (68 ميل) من فلورنسا و150 كيلومتر (93 ميل) من بيزا. يقع فندق مونتي اماتيا في مكان قريب.

## تاريخ
ربما استقر التل الذي توجد فيه مونتالسينو منذ العصور الإتروسكانية. يشير أول ذكر لها في الوثائق التاريخية في عام 814 بعد الميلاد إلى وجود كنيسة هنا في القرن التاسع، على الأرجح بناها رهبان مرتبطون بدير سانت أنتيمو القريب. نما عدد السكان فجأة في منتصف القرن العاشر، عندما هرب الناس من بلدة روسيلا المجاورة وأقاموا في المدينة.
أخذت المدينة اسمها من مجموعة متنوعة من أشجار البلوط التي كانت تغطي تضاريسها ذات يوم. يوفر الموقع المرتفع للغاية للمدينة مناظر خلابة مطلة على وديان أسو، أومبروني وأربيا في توسكانا، والتي تنتشر فيها بساتين الزيتون الفضية ومزارع الكروم والحقول والقرى. تهيمن على المنحدرات السفلية لتل مونتالسينو نفسه مزارع الكروم عالية الإنتاجية وبساتين الزيتون.
خلال العصور الوسطى، اشتهرت المدينة بالمدابغ والأحذية والسلع الجلدية الأخرى المصنوعة من الجلود عالية الجودة التي تم إنتاجها هناك. مع مرور الوقت، دخلت العديد من مدن التلال في العصور الوسطى، بما في ذلك مونتالسينو، في تدهور اقتصادي خطير.
مثل العديد من مدن توسكانا التي تعود للقرون الوسطى، شهدت مونتالسينو فترات طويلة من السلام وغالبًا ما تمتعت بشئ من الازدهار. ومع ذلك، فقد توقف هذا السلام والازدهار من قبل عدد من حلقات العنف للغاية.
خلال أواخر العصور الوسطى، كانت بلدية مستقلة ذات أهمية كبيرة بسبب موقعها على طريق فرانشيجينا القديم، الطريق الرئيسي بين فرنسا وروما، ولكن بشكل متزايد أصبحت مونتالسينو تحت سيطرة مدينة سيينا الأكبر والأكثر عدوانية.

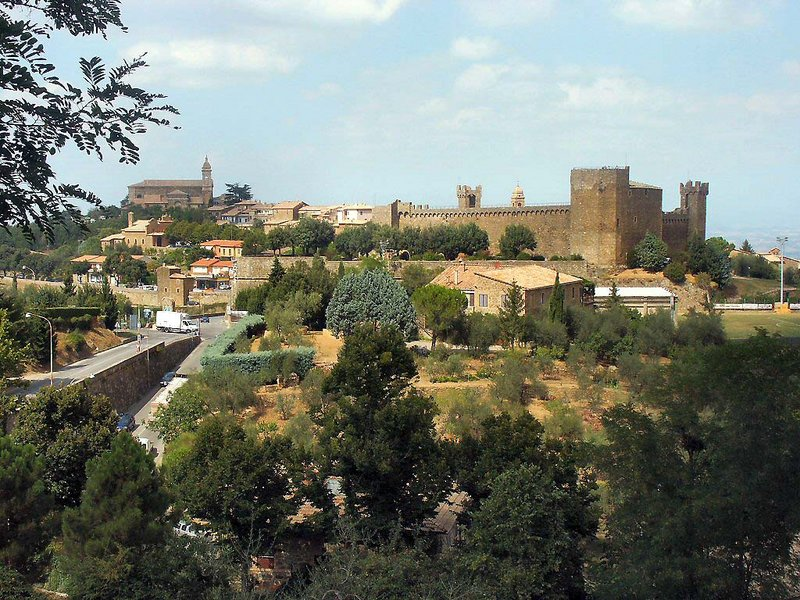
منظر لمونتالسينو.

كقمر صناعي لسيينا منذ معركة مونتابيرتي في عام 1260، كان مونتالسينو منخرطًا بشدة وتأثر بالصراعات التي تورطت فيها سيينا، لا سيما في تلك التي كانت مع مدينة فلورنسا في القرنين الرابع عشر والخامس عشر، ومثل العديد من المدن الأخرى في وسط المدينة. وفي شمال إيطاليا، وقعت المدينة أيضًا في حروب ضروس بين غويلفيون وغيبلينيون (أنصار الإمبراطورية الرومانية المقدسة ) وغويلفيون (أنصار البابوية). سيطرت الفصائل من كل جانب على المدينة في أوقات مختلفة في أواخر العصور الوسطى.
بمجرد أن تم غزو سيينا من قبل فلورنسا تحت حكم عائلة ميديشي في عام 1555، صمد مونتالسينو لمدة أربع سنوات تقريبًا، لكنه سقط في النهاية في يد فلورنسا، الذين ظلوا تحت سيطرتهم حتى تم دمج دوقية توسكانا الكبرى في إيطاليا الموحدة في 1861.

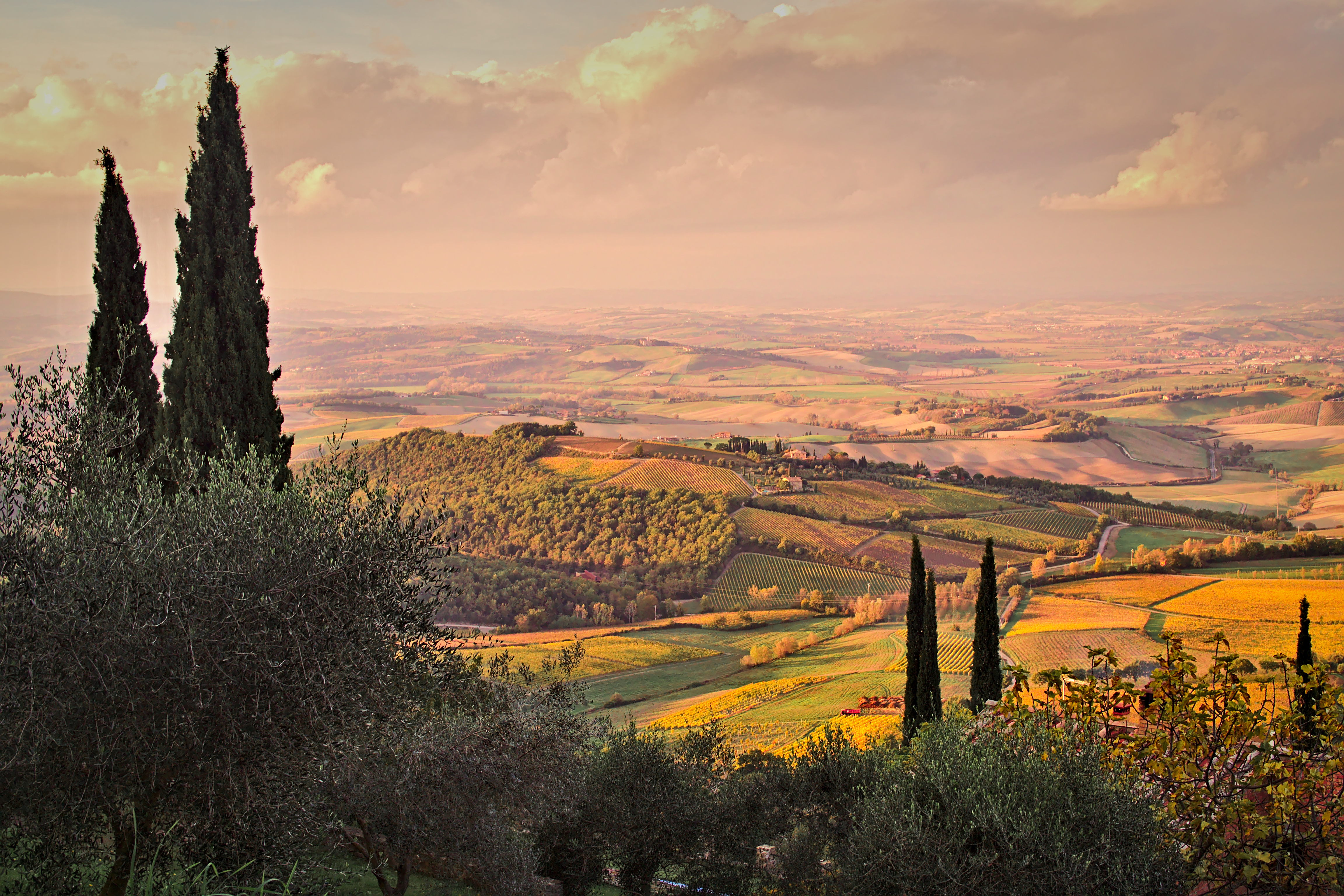
منظر من مونتالسينو.

في حالة مونتالسينو، انعكس التدهور الاقتصادي التدريجي مؤخرًا من خلال النمو الاقتصادي بسبب زيادة شعبية نبيذ المدينة الشهير برونيلو دي مونتالسينو، المصنوع من عنب سانجيوفيزي جروسو المزروع داخل المدينة. نما عدد منتجي النبيذ من 11 منتجًا فقط في الستينيات إلى أكثر من 200 منتجًا اليوم، مما ينتج حوالي 330,000 علبة من نبيذ برونيللو سنويًا. كان بورنيلو أول نبيذ يحصل على حالة التحكم في تحديد مكان المنشأ (إيطاليا). بالإضافة إلى برونيلو دي مونتالسينو، الذي يجب أن يكون عمره خمس سنوات قبل الإصدار، 6 سنوات لروسو دي مونتالسينو، ريسيرفا، المصنوع من عنب سانجيوفيزي جروسو ويبلغ عمره عامًا واحدًا، ويتم أيضًا إنتاج مجموعة متنوعة من نبيذ سوبر توسكان داخل الكوميون، بالإضافة إلى نبيذ موسكاديلو الأبيض الحلو الذي اشتهر به حتى تطوير سلسلة برونيللو.

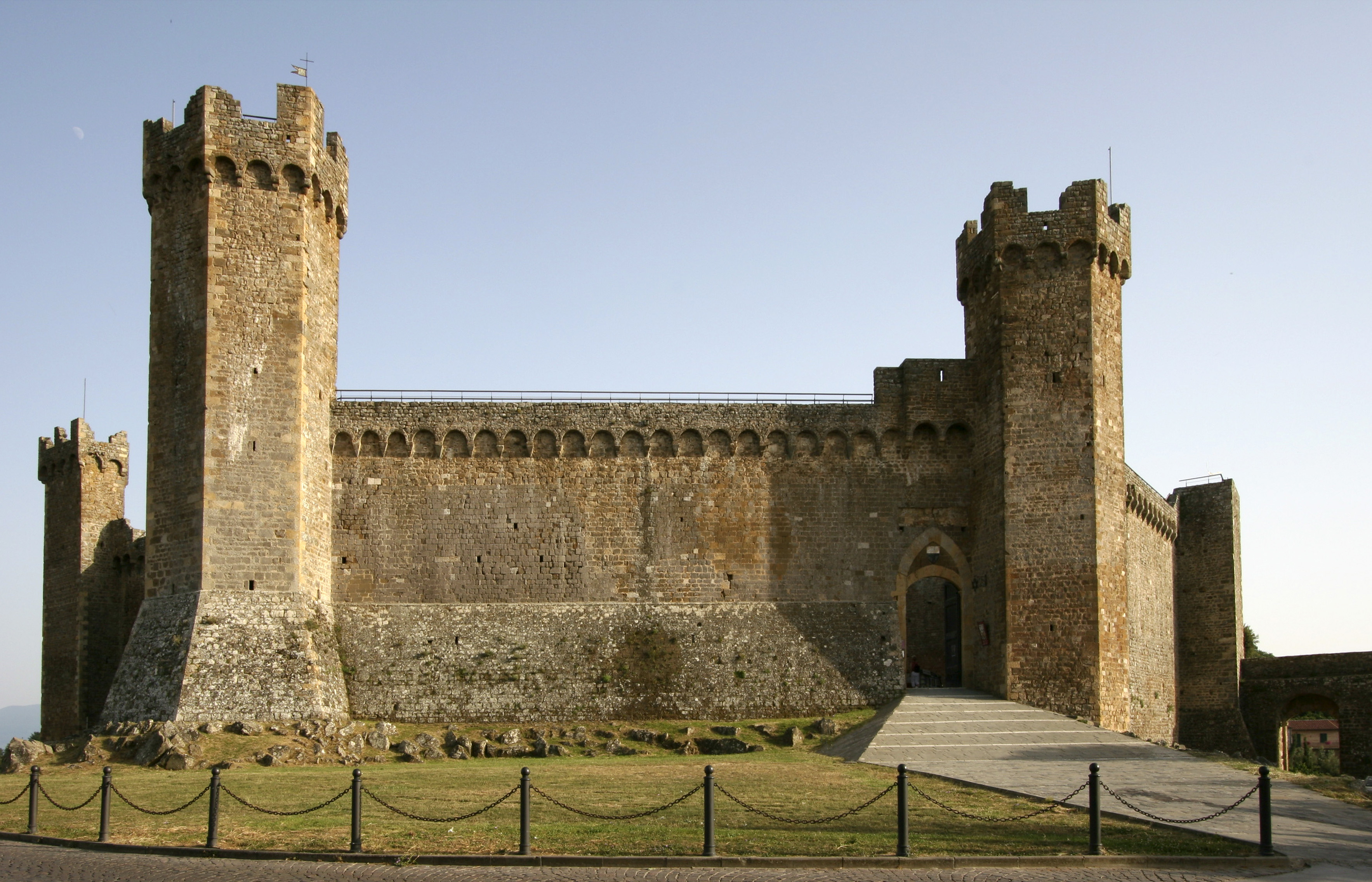
القلعة في مونتالسينو.

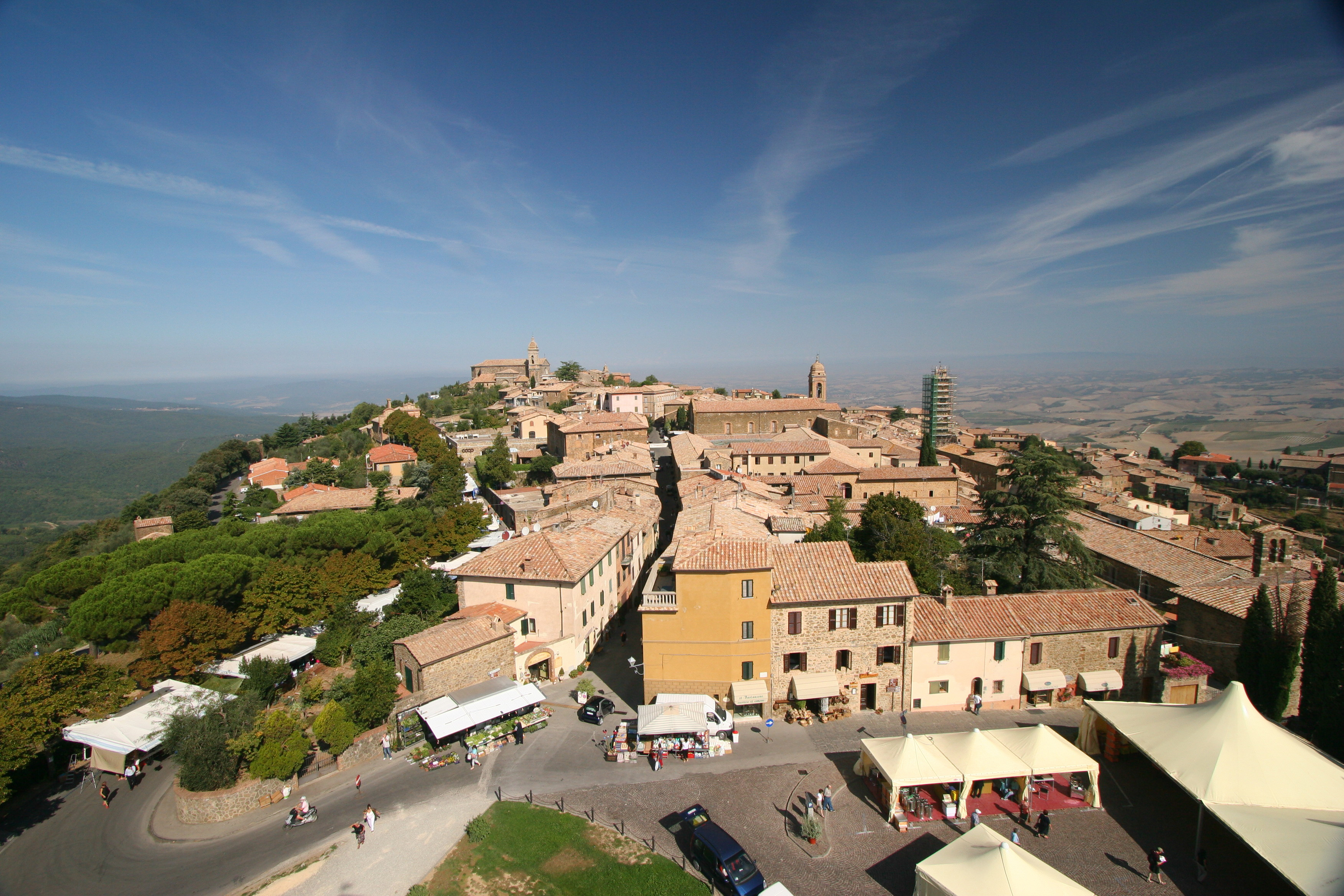
منظر من القلعة.

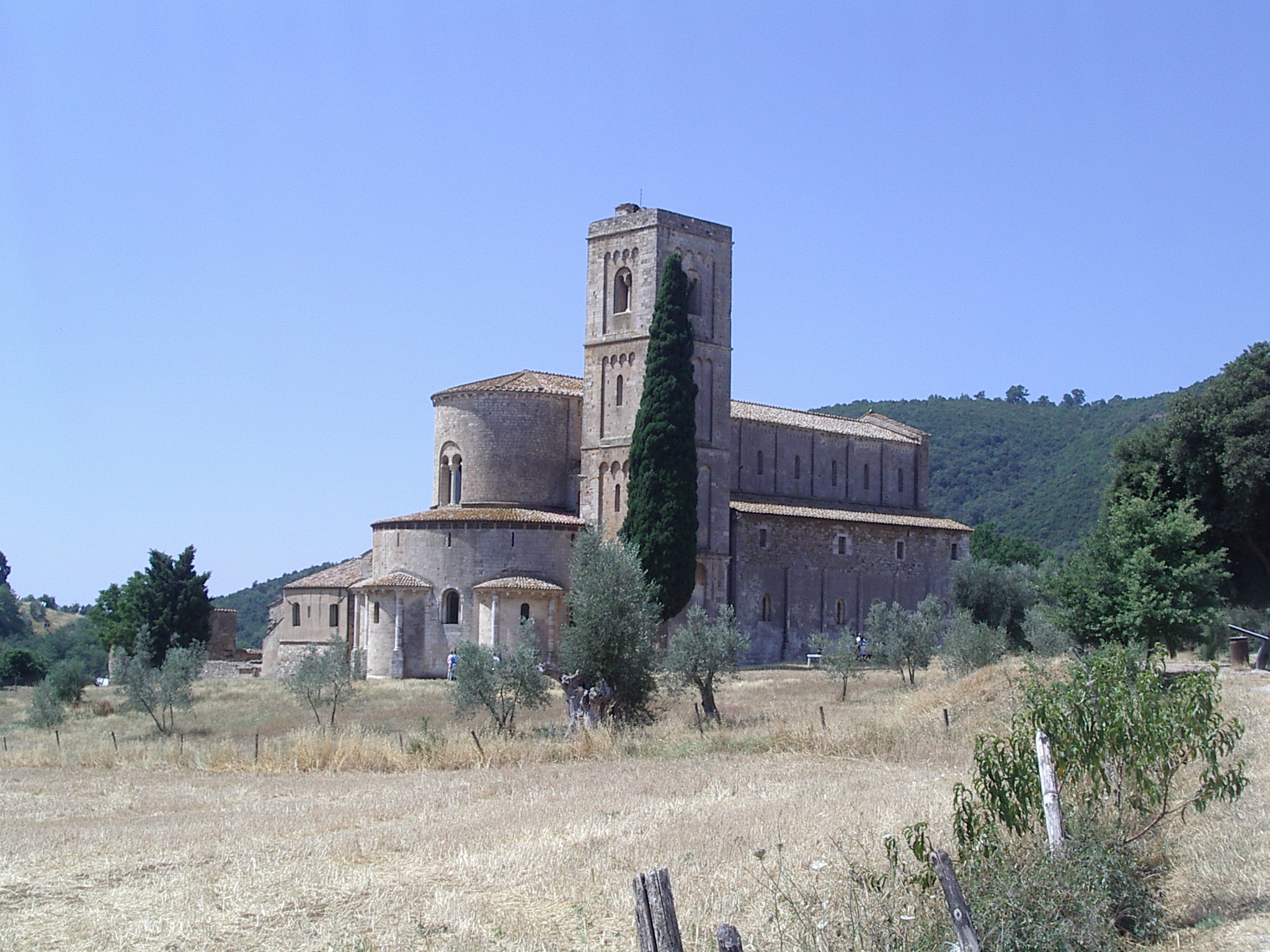
دير سانت أنتيمو.

## المعالم السياحية الرئيسية

### هياكل العصور الوسطى
تم بناء الأسوار الأولية للمدينة في القرن الثالث عشر. تم بناء القلعة عام 1361 فوق أعلى نقطة في المدينة، وتم تصميمها بتصميم خماسي من قبل المهندسين المعماريين السينيين مينو فورسي ودومينيكو دي فيو. تضم القلعة بعض الجدران الجنوبية الموجودة مسبقًا والمباني الموجودة مسبقًا بما في ذلك الحفاظ على سانتو مارتيني وبرج سان جيوفاني والبازيليك القديمة التي تعمل الآن ككنيسة للقلعة. على الرغم من احتلال المدينة نفسها في نهاية المطاف، إلا أن القلعة نفسها لم تستسلم أبدًا، وهو إنجاز رائع، بالنظر إلى حجم القوات السينيين وفلورنتين التي حاصرت مونتالسينو على فترات متفاوتة.
يؤدي الشارع الضيق والقصير إلى الأسفل من البوابة الرئيسية للقلعة إلى كييزا دي سانت اغوستينو بواجهته الرومانية البسيطة التي تعود إلى القرن الثالث عشر. بجوار الكنيسة يوجد الدير السابق، الآن متحف ريونيتي، متحف مدني وأبرشي، يضم بين مجموعاته: صليب خشبي من قبل فنان غير معروف من مدرسة سينيس، تمثالان خشبيان من القرن الخامس عشر، بما في ذلك مادونا من قبل مجهول  والعديد من المنحوتات الفخارية المنسوبة إلى مدرسة ديلا روبيا. تضم المجموعة أيضًا القديس بطرس وسانت بول بواسطة أمبروجيو لورينزيتي وعذراء وطفل لسيمون مارتيني. هناك أيضًا أعمال حديثة من أوائل القرن العشرين في المتحف.
تم بناء الكاتدرائية (الكاتدرائية)، المخصصة لسان سالفاتور، في الأصل في القرن الرابع عشر، ولكن لديها الآن واجهة نيوكلاسيكية من القرن التاسع عشر صممها المهندس المعماري السيني اجوستينو فانتاسيسي .
تقع ساحة بيزا ديلا برينسيبيسا مارغريتا أسفل التل من القلعة وكاتدرائية دومو على طريق ماتيوتي. المبنى الرئيسي في الساحة هو سابقًا بالازو دي بريوري أو بالازو كوميونال (تم بناؤه في أواخر القرن الثالث عشر وأوائل القرن الرابع عشر)، وهو الآن قاعة المدينة. القصر مزين بشعارات النبالة لبوديستا، حكام المدينة في يوم من الأيام. تم دمج برج طويل من العصور الوسطى في القصر. يقع بالقرب من مبنى على طراز عصر النهضة مع ستة أقواس دائرية، تسمى لا لوجيا، والتي بدأ تشييدها في نهاية القرن الرابع عشر وانتهت في أوائل القرن الخامس عشر، ولكنها خضعت للكثير من أعمال الترميم على مدى القرون اللاحقة.
تنقسم مونتالسينو، مثل معظم مدن توسكان في العصور الوسطى، إلى أحياء تسمى كونتراد، وبورجيتو، وترافاليو، وبيانيلو، وروجا، ولكل منها ألوانها وأغانيها وإيقاعاتها المنفصلة لتمييزها. يلتقيان مرتين في السنة معًا في مسابقة رمي السهام تحت جدران فورتيزا، تُجرى بزي العصور الوسطى، مع أمراء وسيدات من كل كونترادا يرافقون الإجراءات.
خضعت كنيسة سان فرانشيسكو التي تعود إلى القرن الثالث عشر في كونترادا كاسلفاكيو للعديد من التجديدات، وتحتوي على لوحات جدارية من القرن السادس عشر لفينشنزو تاماغني.

### مواقع أخرى

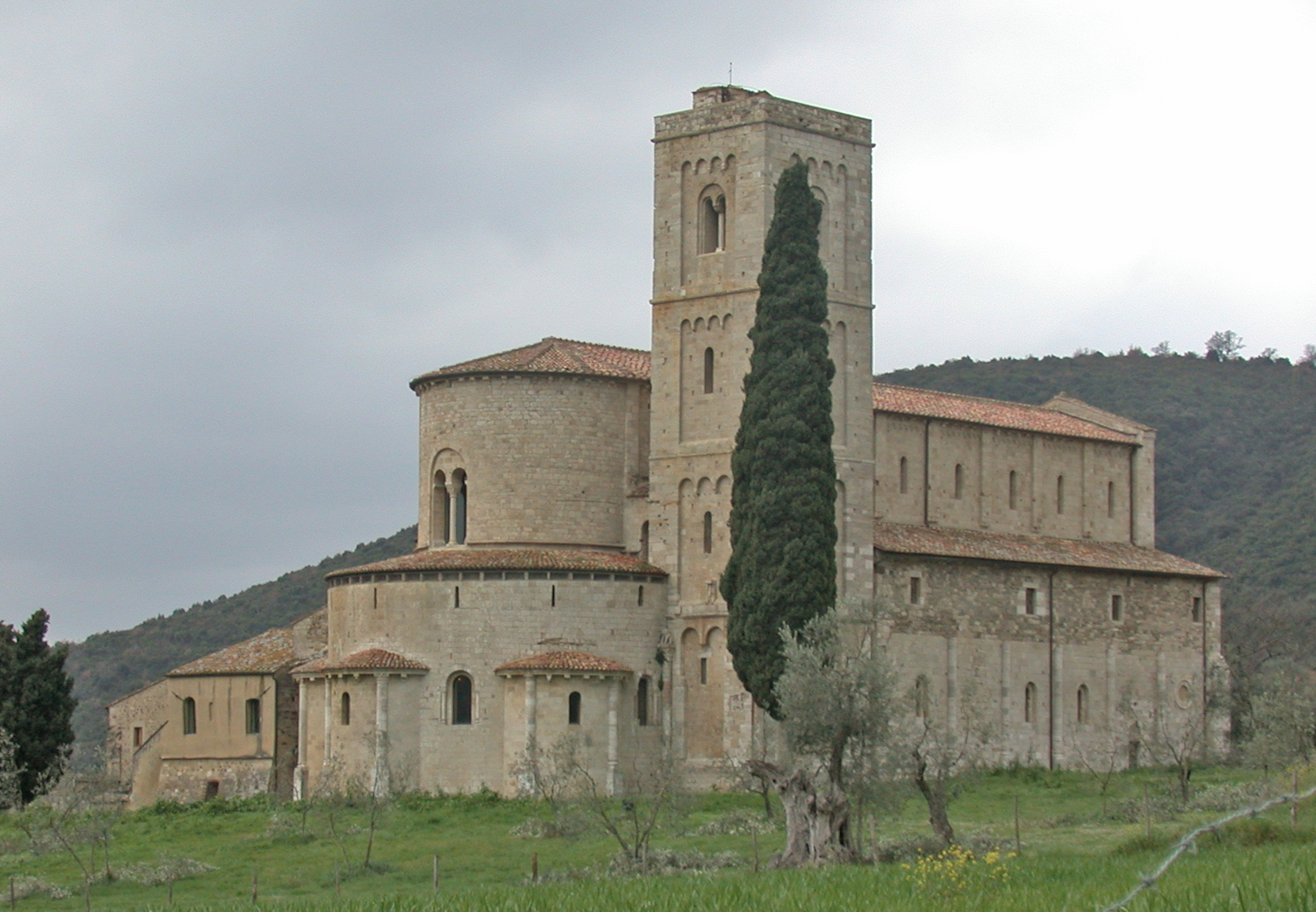
دير سانت أنتيمو ، منظر الحنية.

- الكنائس ذات اللوحات الجدارية لمدرسة سينيس
- روكا قلعة مدمرة
- سانت أنتيمو ، دير البينديكتين القريب
- بحث علم الحفريات في الهياكل العظمية المتحجرة ، ولا سيما الحوت ، في كاستيلو بانفي (الاسم السابق: بوجيو ألي مورا) في عام 2007. [3]

## ثقافة
في عام 2010 ، كان لـ فيستا يوروبا ديلا ميوزيكا إصداره الأول في مونتالسينو، للترويج للسياحة والمنتجات، وخاصة النبيذ، في المنطقة. مرتبط بفيت دي لا موزيكا، الذي تم إنشاؤه عام 1981 في باريس للاحتفال بالموسيقى والموسيقيين، تم دمج فيستا في جدول أعمال وزير الثقافة الإيطالي في عام 1994، وانتشر منذ ذلك الحين في جميع أنحاء إيطاليا.

## فرازيوني
وشكلت البلدية التي كتبها المقعد البلدي لمونتالسينو والبلدات والقرى ( فراتسيوني ) من كاميجليانو، كاستلمونتيسي، ديل ابات، سان جيوفاني دي أسو، سانت أنجيلو في كولي، سانت أنجيلو سكالو وتورينييري. تشمل القرى البارزة الأخرى أرجيانو ولا كروس ولوسينيانو دي أسو ومونتي أمياتا سكالو ومونتليفري و مونتيرونجريفولي وبيفي أبافا وبيفي أسالتي وبوجيو ألي مورا وتافيرنيل و فيرجيل وفيلا أتولي. 

## المواطنون الفخريون
الأشخاص الذين تمت مكافأتهم بشرف الحصول على الجنسية هم:
| تاريخ         | اسم                        | ملاحظات                         |
| ------------- | -------------------------- | ------------------------------- |
| 26 يناير 2018 | جيمس سكلنج (1958 حتى الآن) | ناقد النبيذ والسيجار الأمريكي . |